# Convento de Capuchinos (Sanlúcar de Barrameda)

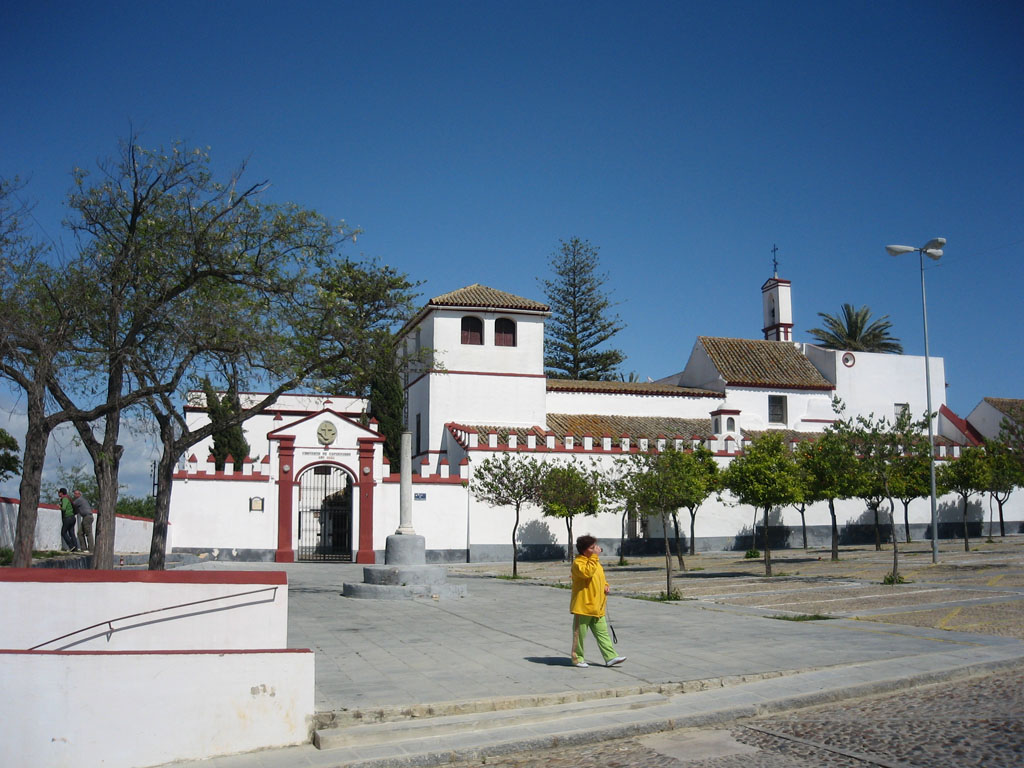
Convento de Capuchinos.

El Convento de Capuchinos de Sanlúcar de Barrameda es un convento católico de la Orden de los Hermanos Menores Capuchinos situado en el municipio español de Sanlúcar de Barrameda, en la andaluza provincia de Cádiz. El lugar donde está forma parte del Conjunto histórico-artístico y de la Ciudad-convento de Sanlúcar de Barrameda.